# Albert von Mensdorff-Pouilly-Dietrichstein
Albert von Mensdorff-Pouilly-Dietrichstein (Lemberg, 5 settembre 1861 – Vienna, 15 giugno 1945) è stato un diplomatico austriaco, di origini boeme. È noto in particolare per essere stato l'ambasciatore austro-ungarico nel Regno Unito allo scoppio della prima guerra mondiale.

## Biografia
Nacque a Lemberg (oggi Leopoli) il 5 settembre 1861, figlio secondogenito del generale e politico austro-ungarico Alexander von Mensdorff-Pouilly, principe Dietrichstein von Nicolsburg, e di sua moglie Alexandrine, figlia ed erede del principe di Dietrichstein. Per parte di padre era imparentato con la famiglia reale inglese. La sua famiglia d'origine era originaria della Lorena, in Francia, dalla quale si era allontanata durante la Rivoluzione francese nel 1790.
Il conte von Mensdorff-Pouilly-Dietrichstein entrò nel servizio diplomatico austriaco nel 1884 quando divenne attaché all'ambasceria di Parigi e poi trasferito a quella di Londra nel 1889. I suoi legami di famiglia con la corte britannica, derivati dal matrimonio di suo nonno il conte Emmanuel von Mensdorff-Pouilly con la zia della Regina Vittoria, la principessa Sofia di Sassonia-Coburgo-Saalfeld, nonché l'amicizia che suo padre strinse col marito della sovrana inglese, il principe consorte Alberto di Sassonia-Coburgo-Gotha, lo resero sempre favorito e bene accolto in quella nazione. Il 6 maggio 1904 presentò le proprie credenziali come ambasciatore austro-ungarico presso la corte di St. James, promozione alla quale egli era stato chiamato su espressa raccomandazione del suo secondo cugino, il re Edoardo VII.
Considerato un diplomatico popolare e di successo presso l'aristocrazia e la società londinese, la sua amicizia col re Edoardo VII ed il suo successore Giorgio V gli garantirono sempre una posizione senza rivali alla corte londinese rispetto a molti altri diplomatici di peso e questo indubbiamente giovò alle relazioni con l'Austria-Ungheria sino a prima della Grande Guerra. Ad ogni modo, questa anglofilia gli portò delle inimicizie in certi circoli di Vienna, oltre alle critiche personali dell'arciduca Francesco Ferdinando. Nei negoziati critici durante la Crisi di luglio del 1914, egli appoggiò il tentativo di massima mediazione anche se la corrispondenza d'epoca dimostra come egli venisse volutamente non informato di tutte le relazioni in campo tra i due paesi. Il Regno Unito dichiarò guerra all'Austria-Ungheria il 12 agosto 1914 e pertanto il conte di Mensdorff-Pouilly-Dietrichstein venne costretto a lasciare Londra.
Durante la prima guerra mondiale, Mensdorff-Pouilly venne incaricato di diverse missioni diplomatiche dirette a restaurare la pace, la più famosa delle quali fu indubbiamente l'incontro col generale Jan Smuts a Ginevra nel dicembre del 1917. Ad ogni modo questi negoziati si dimostrarono infruttuosi come quelli condotti con la Triplice intesa durante gli ultimi giorni della monarchia asburgica.
Nel 1917, Mensdorff-Pouilly venne nominato Senatore nella Herrenhaus austriaca e l'anno successivo era tra i favoriti a corte per succedere al conte Ottokar Czernin come ministro degli esteri, ma venne giudicato troppo anglofilo da Berlino che guidava la Triplice alleanza.
Col crollo della potenza austro-ungarica, si ritirò definitivamente dal servizio attivo nel 1919, ma venne successivamente richiamato dalla Repubblica d'Austria nel 1920 come suo rappresentante alla Lega delle Nazioni. Con questa facoltà egli negoziò i Protocolli di Ginevra del 1922 che consentirono una più rapida ripresa economica e finanziaria dell'Austria dopo la guerra.
Il conte von Mensdorff-Pouilly-Dietrichstein morì a Vienna il 15 giugno 1945.

## Ascendenza
|                                                                   |                                                                     |                                                                         | Genitori                                      |  |  | Nonni |  |  | Bisnonni                |  |  | Trisnonni               |  |
|                                                                   |                                                                     |                                                                         |                                               |  |  |       |  |  | Albert Louis de Pouilly |  |  | Louis Joseph de Pouilly |  |
|                                                                   |                                                                     |                                                                         |                                               |  |  |       |  |  | Albert Louis de Pouilly |  |  | Louis Joseph de Pouilly |  |
|                                                                   |                                                                     | Luce Louise de Hézecques                                                |                                               |  |  |       |  |  | Albert Louis de Pouilly |  |  |                         |  |
| Emanuele di Mensdorff-Pouilly                                     |                                                                     |                                                                         |                                               |  |  |       |  |  | Albert Louis de Pouilly |  |  |                         |  |
|                                                                   |                                                                     | Antoinette Philippine de Custine                                        | Philippe François Joseph de Custine           |  |  |       |  |  |                         |  |  |                         |  |
|                                                                   |                                                                     | Antoinette Philippine de Custine                                        | Philippe François Joseph de Custine           |  |  |       |  |  |                         |  |  |                         |  |
|                                                                   |                                                                     | Antoinette Philippine de Custine                                        | Anne Marguerite de Maguin                     |  |  |       |  |  |                         |  |  |                         |  |
| Alessandro di Mensdorff                                           |                                                                     | Antoinette Philippine de Custine                                        |                                               |  |  |       |  |  |                         |  |  |                         |  |
|                                                                   |                                                                     | Francesco Federico di Sassonia-Coburgo-Saalfeld                         | Ernesto Federico di Sassonia-Coburgo-Saalfeld |  |  |       |  |  |                         |  |  |                         |  |
|                                                                   |                                                                     | Francesco Federico di Sassonia-Coburgo-Saalfeld                         | Ernesto Federico di Sassonia-Coburgo-Saalfeld |  |  |       |  |  |                         |  |  |                         |  |
|                                                                   |                                                                     | Francesco Federico di Sassonia-Coburgo-Saalfeld                         | Sofia Antonia di Brunswick-Wolfenbüttel       |  |  |       |  |  |                         |  |  |                         |  |
| Sofia di Sassonia-Coburgo-Saalfeld                                |                                                                     | Francesco Federico di Sassonia-Coburgo-Saalfeld                         |                                               |  |  |       |  |  |                         |  |  |                         |  |
|                                                                   |                                                                     | Augusta di Reuss-Ebersdorf                                              | Enrico XXIV di Reuss-Ebersdorf                |  |  |       |  |  |                         |  |  |                         |  |
|                                                                   |                                                                     | Augusta di Reuss-Ebersdorf                                              | Enrico XXIV di Reuss-Ebersdorf                |  |  |       |  |  |                         |  |  |                         |  |
|                                                                   |                                                                     | Augusta di Reuss-Ebersdorf                                              | Carolina Ernestina di Erbach-Schönberg        |  |  |       |  |  |                         |  |  |                         |  |
| Albert von Mensdorff-Pouilly-Dietrichstein                        |                                                                     | Augusta di Reuss-Ebersdorf                                              |                                               |  |  |       |  |  |                         |  |  |                         |  |
|                                                                   | Francesco Giuseppe di Dietrichstein, VIII principe di Dietrichstein | Carlo Giovanni Battista di Dietrichstein, VII principe di Dietrichstein |                                               |  |  |       |  |  |                         |  |  |                         |  |
|                                                                   | Francesco Giuseppe di Dietrichstein, VIII principe di Dietrichstein | Carlo Giovanni Battista di Dietrichstein, VII principe di Dietrichstein |                                               |  |  |       |  |  |                         |  |  |                         |  |
|                                                                   | Francesco Giuseppe di Dietrichstein, VIII principe di Dietrichstein | Maria Anna von Baldtauff                                                |                                               |  |  |       |  |  |                         |  |  |                         |  |
| Giuseppe Francesco di Dietrichstein, IX principe di Dietrichstein | Francesco Giuseppe di Dietrichstein, VIII principe di Dietrichstein |                                                                         |                                               |  |  |       |  |  |                         |  |  |                         |  |
|                                                                   |                                                                     | Alexandra Andrejewna Šuvalova                                           | Andrej Petrovič Šuvalov                       |  |  |       |  |  |                         |  |  |                         |  |
|                                                                   |                                                                     | Alexandra Andrejewna Šuvalova                                           | Andrej Petrovič Šuvalov                       |  |  |       |  |  |                         |  |  |                         |  |
|                                                                   |                                                                     | Alexandra Andrejewna Šuvalova                                           | Ekaterina Petrovna Saltykova                  |  |  |       |  |  |                         |  |  |                         |  |
| Alexandrine Maria von Dietrichstein-Proskau-Leslie                |                                                                     | Alexandra Andrejewna Šuvalova                                           |                                               |  |  |       |  |  |                         |  |  |                         |  |
|                                                                   |                                                                     | Josef Anton Wratislaw z Mitrowicz                                       | Jan Nepomuk Wratislaw z Mitrowicz             |  |  |       |  |  |                         |  |  |                         |  |
|                                                                   |                                                                     | Josef Anton Wratislaw z Mitrowicz                                       | Jan Nepomuk Wratislaw z Mitrowicz             |  |  |       |  |  |                         |  |  |                         |  |
|                                                                   |                                                                     | Josef Anton Wratislaw z Mitrowicz                                       | Maria Johanna von Kosorz-Malowetz             |  |  |       |  |  |                         |  |  |                         |  |
| Gabriela Wratislawová z Mitrowicz                                 |                                                                     | Josef Anton Wratislaw z Mitrowicz                                       |                                               |  |  |       |  |  |                         |  |  |                         |  |
|                                                                   |                                                                     | Maria Gabriela des Fours                                                | Franz Anton I des Fours                       |  |  |       |  |  |                         |  |  |                         |  |
|                                                                   |                                                                     | Maria Gabriela des Fours                                                | Franz Anton I des Fours                       |  |  |       |  |  |                         |  |  |                         |  |
|                                                                   |                                                                     | Maria Gabriela des Fours                                                | Maria Antonia Czernin                         |  |  |       |  |  |                         |  |  |                         |  |
|                                                                   |                                                                     | Maria Gabriela des Fours                                                |                                               |  |  |       |  |  |                         |  |  |                         |  |